# Irena Twardosz
Irena Twardosz-Stal (ur. 26 marca 1939, zm. 29 września 2005) – polska koszykarka, mistrzyni i reprezentantka Polski.

## Życiorys
Była zawodniczką AZS Kraków, Olszy Kraków i Wawelu Kraków. W reprezentacji Polski seniorek wystąpiła 31 razy. Wystąpiła na mistrzostwach świata w 1959 (5. miejsce) i mistrzostwach Europy w 1960 (4. miejsce).